# El Castellano
El Castellano är en ort i Mexiko.   Den ligger i kommunen Valle de Bravo och delstaten Mexiko, i den södra delen av landet, 100 km väster om huvudstaden Mexico City. El Castellano ligger 2 209 meter över havet och antalet invånare är 128.
Terrängen runt El Castellano är lite bergig, och sluttar västerut. Runt El Castellano är det ganska tätbefolkat, med 116 invånare per kvadratkilometer. Närmaste större samhälle är Valle de Bravo, 5,8 km väster om El Castellano. I omgivningarna runt El Castellano växer huvudsakligen savannskog.